# 德魯·厄班克斯
德魯·厄班克斯（英語：Drew Eubanks，1997年2月1日—）出生於密西西比州史塔克維爾，為現役美國職業籃球運動員。現效力於NBA沙加緬度國王。

## 早年生活
厄班克斯在高中時是一名雙棲運動員，同時進行著棒球和籃球兩種運動。他在14歲時才正式接觸籃球，雖然起步較晚，但是在禁區展現的天賦遠勝於投手丘，當他進入奧勒岡州立大學後開始主攻籃球，並代表奧勒岡州立大學海狸隊參加比賽。
經過不起眼的大一賽季後，厄班克斯很快在大二賽季成為球隊支柱。大手和優秀的運動能力讓他在禁區有高達七成的命中率，厚實的身材也能夠為他清出空間。跑動靈活，在後衛眼中是顯眼的傳球目標，擋拆順下、無球切入、進攻籃板爭搶、攻守轉換都有不錯的表現。防守端具備出色的橫移速度，能換防到外線，覆蓋面優於平均。每場比賽平均能夠得到14.5分、8.3個籃板和2.2次阻攻。而在大三賽季中，厄班克斯更是繳出13.2分、6.8個籃板以及1.7次阻攻的不俗成績。他在賽季結束後宣布放棄大學最後一年的學業，著手準備參加2018年NBA選秀。
根據知名選秀網站《DraftExpress》的預測，厄班克斯將在次輪總共第四十二順位被選中。

## 職業生涯
在2018年NBA選秀大會中落選後，厄班克斯獲聖安東尼奧馬刺的邀請參加拉斯維加斯夏季聯賽。

## 個人生活
厄班克斯出生於密西西比州的史塔克維爾，他在2歲時搬到奧勒岡州的勞特代爾。

## 外部連結
- 德魯·厄班克斯在fiba.basketball（英语）
- 德魯·厄班克斯在NBA官網（英语）
- 德魯·厄班克斯在NBA G聯盟官網（英语）
- 德魯·厄班克斯在Basketball-Reference.com（NBA）（英语）
- 德魯·厄班克斯在Basketball-Reference.com（NBA G聯盟）（英语）
- 德魯·厄班克斯在Sports-Reference.com（NCAA）（英语）
- 德魯·厄班克斯在ESPN（NBA）（英语）
- 德魯·厄班克斯在Eurobasket.com（球員）（英语）
- 德魯·厄班克斯在Proballers（英语）
- 德魯·厄班克斯在RealGM（英语）